# Trematocara
Trematocara és un gènere de peixos de la família dels cíclids i de l'ordre dels perciformes. que és endèmic del llac Tanganyika (Àfrica oriental).

## Taxonomia
- Trematocara caparti (Poll, 1948)[3]
- Trematocara kufferathi (Poll, 1948)[4]
- Trematocara macrostoma (Poll, 1952)[5]
- Trematocara marginatum (Boulenger, 1899)[6]
- Trematocara nigrifrons (Boulenger, 1906)[7]
- Trematocara stigmaticum (Poll, 1943)[8]
- Trematocara unimaculatum (Boulenger, 1901)[9]
- Trematocara variabile (Poll, 1952)[10]
- Trematocara zebra (De Vos, Nshombo & Thys van den Audenaerde, 1996)[11][12][13][14]